# Hipponix
Hipponix is een geslacht van mollusken, dat fossiel bekend is vanaf het Laat-Krijt. Tegenwoordig kent dit geslacht nog diverse soorten.

## Beschrijving
Deze zeeslak heeft een nogal in vorm variërende, kapvormige schelp met een sculptuur, die is samengesteld uit fijne, dicht opeenstaande radiaire lijntjes. Jonge, gladde exemplaren groeien vanuit de apex, die spoedig afslijt tot een stompe top, iets sterker naar rechts. Oudere, laag-kegelvormige exemplaren bevatten een dikwijls over de achterrand uitstekende, haakvormige punt. De lengte van de schelp bedraagt ongeveer 2 cm.

## Leefwijze
Dit mariene geslacht bewoont warme ondiepe zeeën en leeft op schelpen en koralen. Het voedt zich met in het water zwevende voedseldeeltjes.

## Soorten
- Hipponix antiquatus (Linnaeus, 1767)
- Hipponix benthophila (Dall, 1889)
- Hipponix climax Simone, 2005
- Hipponix cornucopiae (Röding, 1798) †
- Hipponix costellatus Carpenter, 1856
- Hipponix delicatus Dall, 1908
- Hipponix floridanus Olsson & Harbison, 1953
- Hipponix grayanus Menke, 1853
- Hipponix incurvus (Gmelin, 1791)
- Hipponix leptus Simone, 2002
- Hipponix mogul Chino, 2006
- Hipponix panamensis C. B. Adams, 1852
- Hipponix planatus Carpenter, 1857
- Hipponix subrufus (Lamarck, 1822)
- Hipponix ticaonicus Sowerby, 1846
- Hipponix tumens Carpenter, 1864